# Progresso Basket Castel Maggiore 2001-2002
Il Progresso Castelmaggiore 2001-2002, sponsorizzato Bignami, ha preso parte al campionato professionistico italiano di Legadue.

## Verdetti
- Legadue:
  - stagione regolare: 12º posto su 14 squadre (14-22).

## Roster
| Giocatori |
| --------- |

|    | Naz.                                      | Ruolo | Sportivo        | Anno | Alt. | Peso |  |
| -- | ----------------------------------------- | ----- | --------------- | ---- | ---- | ---- |  |
| 5  | Italia (bandiera)                         | G     | Denis Bocchini  | 1976 | 196  | 83   |  |
| 9  | Portogallo (bandiera) · Italia (bandiera) | P     | Robert Fultz    | 1982 | 188  | 84   |  |
| 10 | Italia (bandiera)                         | A     | Andrea Ghiacci  | 1981 | 199  | 78   |  |
| 11 | Stati Uniti (bandiera)                    | AC    | Herman Smith    | 1969 | 204  | 106  |  |
| 12 | Italia (bandiera)                         | C     | Andrea Agazzone | 1979 | 212  | 110  |  |
| 14 | Stati Uniti (bandiera)                    | C     | Donzel Rush     | 1974 | 207  | 105  |  |
| 17 | Stati Uniti (bandiera)                    | P     | Gerrod Abram    | 1972 | 185  | 78   |  |

| Staff tecnico                   |
| ------------------------------- |
| Allenatore: Gianni Malavasi     |
| dal 27 novembre Michele Teglia  |
| dal 5 dicembre Giampiero Ticchi |
| Assistente: Michele Teglia      |

| Giocatori acquisiti a stagione in corso |
| --------------------------------------- |

|    | Naz.                       | Ruolo | Sportivo                         | Anno | Alt. | Peso |  |
| -- | -------------------------- | ----- | -------------------------------- | ---- | ---- | ---- |  |
| 18 | Rep. Dominicana (bandiera) | A     | Lorenzo Pearson dal 5 ottobre    | 1973 | 204  | 120  |  |
| 15 | Stati Uniti (bandiera)     | PG    | Dan Cross dal 25 ottobre         | 1973 | 190  | 87   |  |
| 13 | Italia (bandiera)          | C     | Mattia Soloperto dal 16 novembre | 1980 | 207  | 105  |  |
| 4  | Stati Uniti (bandiera)     | A     | Josh Pittman dal 18 gennaio      | 1976 | 198  | 95   |  |
| 13 | Stati Uniti (bandiera)     | A     | H.L. Coleman dal 22 febbraio     | 1974 | 202  | 93   |  |

| Giocatori ceduti a stagione in corso |
| ------------------------------------ |

|    | Naz.                       | Ruolo | Sportivo                             | Anno | Alt. | Peso |  |
| -- | -------------------------- | ----- | ------------------------------------ | ---- | ---- | ---- |  |
| 18 | Stati Uniti (bandiera)     | G     | Dan Clemente fino al 16 ottobre      | 1973 | 197  | 99   |  |
| 18 | Rep. Dominicana (bandiera) | A     | Lorenzo Pearson fino al 19 ottobre   | 1973 | 204  | 120  |  |
| 5  | Croazia (bandiera)         | GA    | Nedžad Gušić fino al 10 dicembre     | 1977 | 198  | 95   |  |
| 18 | Italia (bandiera)          | A     | Filippo Cattabiani fino al 6 gennaio | 1970 | 200  | 89   |  |
| 6  | Italia (bandiera)          | P     | Luca Sottana fino al 17 gennaio      | 1982 | 185  | 77   |  |
| 7  | Croazia (bandiera)         | A     | Ivan Perinčić fino al 28 febbraio    | 1977 | 206  | 100  |  |

Legaduebasket: Dettaglio statistico